# Grande Comore
Grande Comore (Službeno ime: Ngazidja i poznat kao Ngasidja) je otok u Indijskom oceanu, te najveći otok u Komorskom otočju. Većina stanovništva pripada Komorskoj etničkoj grupi. Broj stanovnika je 2006. bio 316.600. Glavni grad otoka je Moroni, koji je i glavni grad Komora.